# Sweet vibration
『sweet vibration』（スウィートバイブレーション）は、moveの9枚目のシングル。

## 概要
- move初のCMタイアップソングである。
- 割とテンポがゆったりしているが、motsuのラップが冴え、聞きやすい曲となっている。

## 収録曲
1. sweet vibration(electro house mix)
  - 作詞：motsu、作曲・編曲：t-kimura
  - たかの友梨ビューティクリニックコマーシャルソング
2. Can't Quit This!!!!〜KNOCK'EM OUT〜(SH FUNK MIX)
  - 作詞：motsu、作曲・編曲：t-kimura
  - ゲーム「真・三國無双」イメージソング
3. time machine(Long Version)
  - 作詞：motsu、作曲・編曲：t-kimura
4. sweet vibration(80's Funkadelic mix)
  - TBS系「COUNT DOWN TV」エンディングテーマソング
5. time machine(The Rubber Club Dub mix)
6. sweet vibration(sigtoto 80's mix)
7. sweet vibration(TV MIX)
8. Can't Quit This!!!! 〜KNOCK'EM OUT〜(SH FUNK MIX instrumental)